# Kangassaari (ö i Södra Savolax, Nyslott, lat 61,81, long 28,40)
Kangassaari är en halvö i Finland. Den ligger i sjön Iijärvi och i kommunen Sulkava i den ekonomiska regionen  Nyslotts ekonomiska region  och landskapet Södra Savolax, i den sydöstra delen av landet, 260 km nordost om huvudstaden Helsingfors.